# Kevin Rans
Kevin Rans, född 19 augusti 1982, är en friidrottare från Belgien. Han deltog vid olympiska sommarspelen 2008.